# Bennelong

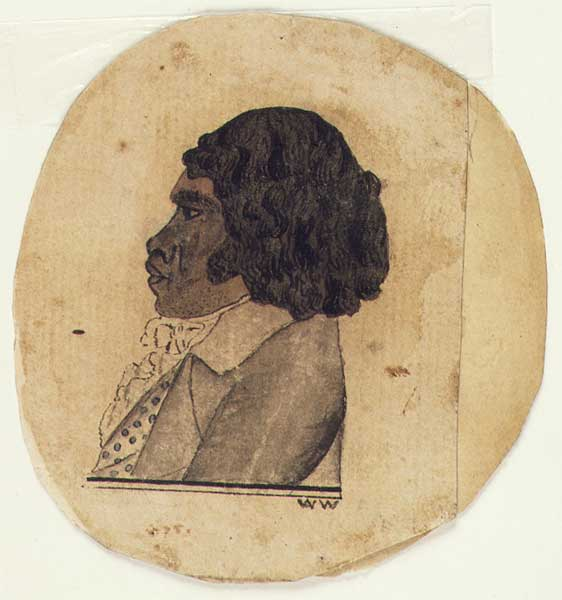
Portret nieznanego autora, prawdopodobnie przedstawiający Bennelonga

Woollarawarre Bennelong (ur. ok. 1764, zm. 3 stycznia 1813) – Aborygen australijski z plemienia Eora. Był jednym z najważniejszych i najbardziej szanowanych członków starszyzny plemiennej. Porwany przez angielskich kolonistów na rozkaz gubernatora Phillipa służył jako tłumacz i mediator pomiędzy osadnikami i tubylcami. Ówczesne przekazy opisują go jako inteligentnego i odważnego, choć zapalczywego i próżnego; chwalono jego poczucie humoru.

## Życiorys
Należał do klanu Wangal zamieszkującego tereny na południe od rzeki Parramatta. Poprzez małżeństwa swoich sióstr był spokrewniony z innymi klanami, co dawało mu znaczne wpływy na wszystkie klany ludu Eora.
25 listopada 1789 wraz z innym Aborygenem o imieniu Colby został schwytany przez angielskich żołnierzy i przewieziony do osady w Sydney Cove (dzisiejszego Sydney). Colby uciekł po trzech miesiącach pobytu wśród białych osadników, ale Bennelong szybko przyzwyczaił się i przystosował do życia wśród kolonistów. Szybko uczył się angielskiego i europejskich zwyczajów, wyjaśniając także osadnikom zwyczaje swojego plemienia. Pomiędzy Arthurem Phillipem a Bennelongiem nawiązała się przyjaźń i Phillip cieszył się u niego bardzo dużym poważaniem. Przypieczętowaniem przyjaźni była przeprowadzona przez Bennelonga ceremonia „wymiany imion” w czasie której Bennelong przyjął dla siebie imię „Gubernator”, a Phillipowi nadał swoje aborygeńskie imię „Woollarawarre”.
W maju 1790 Bennelong uciekł z osady do swojego plemienia. 7 września Bennelong był obecny w czasie wydarzenia na brzegach Manly Cove, kiedy Phillip został zaatakowany włócznią, która przebiła na wylot jego prawe ramię. Nie jest do końca znana rola Bennelonga w tym incydencie ani nawet jego bezpośrednia przyczyna, wiadomo jednak, że włócznię rzucił caradhy o imieniu Willemering i była to włócznia rytualna, a nie bojowa. Spekuluje się, że zdarzenie mogło być wynikiem nieporozumienia albo rytualną karą wymierzoną Phillipowi za całokształt krzywd wyrządzonych Aborygenom przez białych kolonistów lub też bardziej bezpośrednio, za uwięzienie Bellelonga. Phillip, który dobrze znał zwyczaje aborygeńskie zakazał jakichkolwiek działań odwetowych.
W czasie rekonwalescencji Phillipa, Bennelong wielokrotnie dopytywał się o jego zdrowie. Po otrzymaniu obietnicy, że nie zostanie zatrzymany ani uwięziony w Sydney, stał się częstym gościem u kolonistów. Wielokrotnie negocjował w rozmowach pomiędzy osadnikami a Aborygenami i był najważniejszym pośrednikiem w kontaktach pomiędzy dwoma rasami. Z biegiem czasu jego związki z Phillipem stawały się coraz bliższe, miał praktycznie nieograniczony dostęp do gubernatora i cieszył się jego całkowitym zaufaniem. Bennelong uważał Phillipa za część swojej rozszerzonej rodziny, jako miejsce urodzenia swojego dziecka wybrał właśnie rezydencję Phillipa, co było niezwykle znaczące w kulturze aborygeńskiej. Był także częstym gościem kapitana Watkina Tencha któremu opowiadał o swoich częstych podbojach miłosnych, bójkach (co często wiązało się ze sobą) i rytualnych bitwach; z dumą pokazywał blizny po licznych odniesionych ranach. W 1791 wybudowano mu niewielką, murowaną chatę we wschodniej części Zatoki Sydney.
Kiedy w grudniu 1792 Phillip na własną prośbę powrócił do Wielkiej Brytanii, Bennelong (wraz z innym aborygenem o imieniu Yemmerrawanne, który zmarł w czasie pobytu w Anglii) udał się w podróż wraz z nim. W Anglii Bennelonga przyjął na audiencji król Jerzy III. Po początkowym okresie fascynacji nowym krajem Bennelong popadł w melancholię i wpadł w alkoholizm.
Złamany na duchu powrócił do Australii we wrześniu 1796. Ku swojemu zdziwieniu został on częściowo odrzucony przez swoje plemię, nie cieszył się także żadnymi względami u nowego gubernatora. Coraz bardziej się rozpijał, często rozpoczynając bójki, w 1798 był dwukrotnie ciężko ranny w wojnach plemiennych.
Zniszczony alkoholem zmarł 3 stycznia 1813 w sadzie przy brzegu rzeki Parramatta.
Jego imieniem nazwano Przylądek Bennelong, gdzie wcześniej znajdowała się jego chata, a obecnie znajduje się Sydney Opera House oraz okręg wyborczy Bennelong.